# Slashdot

Slashdot-Logo

Slashdot (Abk. „/.“) ist eine Mischung aus einem web-basierten Nachrichtenticker und einem Blog, ausgerichtet auf technische Neuigkeiten. Von Rob Malda 1997 gegründet, gehört Slashdot heute zur BizX LLC.
Der Kern des Slashdot-Publikums besteht aus Verfechtern freier Software, insbesondere von Linux. Der Inhalt von Slashdot besteht zum größten Teil aus Zusammenfassungen von anderen Webseiten und Verweisen auf diese Seiten. Jeder Leser hat die Möglichkeit, zu einem Thema einen Kommentar abzugeben. Diese Möglichkeit der Interaktion wird rege genutzt. Meistens werden zu einem Thema mehrere hundert bis tausend Kommentare verfasst. Um gute Kommentare einfacher zu finden, gibt es ein Moderationssystem, nach dessen Wertungen man die Kommentare sortieren lassen kann.

## Geschichte
Im September 2012 wurden Slashdot, SourceForge und Freecode von dem Online Job-Portal Dice.com für US$ 20 Millionen gekauft und in die Tochtergesellschaft Slashdot Media eingebaut. Nach einem Redesign und dem Migrieren ausgewählter Nutzer im Februar 2014 übten viele Langzeitnutzer Kritik über das neue Design. Im Februar 2014 wurde von Nutzern ein 7-tägiger Boykott organisiert.
Im Juli 2015 gab Dice seine Pläne zum Verkauf von Slashdot und SourceForge bekannt. Im Januar 2016 wurden die beiden Portale an die in San Diego ansässige Firma BizX, LLC für einen unbekannten Betrag verkauft.

## Namensherkunft
Malda wollte sich mit der URL über die Syntax lustig machen und andere Menschen verwirren, denn wenn man die Adresse der Webseite ausspricht (http colon slash slash slash dot dot org), ist nur schwer zu erraten, was gemeint ist.

## Software der Seite
Die Software von Slashdot heißt Slashcode, ist in Perl geschrieben und findet für viele andere Webseiten Verwendung. Der Code ist unter der GNU General Public License lizenziert, d. h., er ist freie Software.

## RTFA-Phänomen
Durch die stark integrierte Diskussionsfunktion wird Slashdot häufig nicht verwendet, um die eingangs verlinkten Artikel tatsächlich zu lesen, sondern um über die Bedeutung der Nachricht und die Schlüssigkeit der Zusammenfassung zu diskutieren. Somit kommt zur Funktion von Slashdot noch ein gemeinschaftlich moderiertes Forum hinzu.
In diesem Zusammenhang ist die Abkürzung „RTFA“ („Read the fucking article“, vgl. RTFM) von Bedeutung, die sowohl als Aufforderung als auch als Aussage („ich hab's gelesen“) interpretiert werden kann. Diese ist in der Diskussion auf Slashdot eine Anspielung darauf, dass die meisten Diskussionsbeiträge ohne Kenntnis des Artikels verfasst werden. Das RTFA-Phänomen tritt auch auf anderen Nachrichtenseiten mit Kommentarfunktion wie Digg und heise auf.